# 小野耕世
小野耕世（日语：／ Ono Kōsei，1939年11月28日—）是一名日本電影評論家、漫畫評論家、漫畫翻譯家和海外漫畫/動畫研究者。他是日本出版、研究和引進海外漫畫的主要權威。1963年至1974年，他任職於NHK。他是國士館大學亞洲系的客座教授、日本漫畫研究會理事，也是國際動畫協會日本分部、日本漫畫家協會和日本科幻作家俱樂部的成員。

## 生平
小野耕世出生於東京都世田谷區代田，父親是漫畫家小野佐世男。他於1963年畢業於東京的國際基督教大學。
1968年，應手塚治虫的邀請，小野耕世為《COM》雜誌寫了一個專欄「海外漫畫介紹」，向日本讀者介紹外國（尤其是美國）漫畫作品。。1970年，他與池上遼一合作，為《週刊少年Magazine》撰寫了《蜘蛛人》的改編漫畫。小野耕世寫了許多關於漫畫的書，例如《唐老鴨的世界像》和《美國漫畫大全》，並將一些美國漫畫書和圖畫小說翻譯成日文，例如阿爾茲·施皮格爾曼的《鼠族》、溫瑟·麥凱的《小尼莫的夢境歷險》、傑夫·史密斯的《骨頭》和喬·薩科的《巴勒斯坦》。
2006年，小野耕世獲得第10屆手塚治虫文化獎特別獎。

## 外部連結
- 小野耕世 （页面存档备份，存于）在國際動畫協會的個人資料